# Philippe Béguerie
Philippe Béguerie (Bordeaux, 2 dicembre 1925 – Parigi, 3 maggio 2017) è stato un presbitero francese degli Spiritani, attivo nella Resistenza francese durante la Seconda guerra mondiale.

## Biografia
Nel 1944, Philippe Béguerie fu l'unico sopravvissuto all'assalto dei soldati e dei miliziani tedeschi alla fattoria Richemont di Saucats, nel giorno della Festa Nazionale, dove una quindicina di giovani combattenti della Resistenza francese avevano formato un maquis in seno all'Organisation de résistance de l'Armée. In seguito partecipò alla liberazione di Tolosa.
Dopo la guerra, Philippe Béguerie divenne sacerdote degli Spiritani, opponendosi in particolare a padre Marcel Lefebvre. Lasciò gli Spiritani per entrare nell'arcidiocesi di Parigi. Nominato capo della Commission nationale de pastorale sacramentelle et de liturgie, fu poi distaccato in Camerun come sacerdote fidei donum, vale a dire per un servizio di cura pastorale a tempo determinato. 
Poco dopo il suo ritorno, fu nominato parroco di Saint Séverin-Saint Nicolas.
Dedicò gran parte della sua vita allo studio della Bibbia e alla stesura di numerose opere per aiutare le persone a scoprire e progredire sulla strada della salvezza.
Philippe Béguerie è sepolto nel Cimitero di Montparnasse a Parigi.

## Opere
- Pour vivre l'Eucharistie, Les éditions du Cerf, 1993, 278 p. (ISBN 978-2204048897)
- Pour vivre les sacrements, Les éditions du Cerf, 2000, 222 p. (ISBN 978-2204066464)
- Un chemin de Vie - Catéchuménat, Les éditions du Cerf, 2000, 131 p. (ISBN 978-2204065788)
- Aux sources de la foi : Dieu de la bible, t. 1, Les éditions du Cerf, 1987, 90 p. (ISBN 978-2204027908)
- Aux sources de la foi : Vers l'eucharistie, t. 2, Les éditions du Cerf, 1987, 104 p. (ISBN 978-2204027908)
- Aux sources de la foi : Image de Dieu, t. 3, Les éditions du Cerf, 1990, 110 p. (ISBN 978-2204041904)
- Aux sources de la foi : Un monde nouveau, t. 4, Les éditions du Cerf, 1992, 112 p. (ISBN 978-2204044769).
- Philippe Béguerie, Florian Michel (postfazione), Vers Ecône: Mgr Lefebvre et les Pères du Saint-Esprit - Chronique des événements 1960-1968, Desclée De Brouwer, 9 dicembre 2010, 486 p. ISBN 978-2220062129, OCLC 1203486019[1]